# Tình yêu vĩnh cửu
Tình yêu vĩnh cửu (Endless Love) là tựa đề đặt chung cho bốn bộ phim truyền hình do hãng KBS của Hàn Quốc sản xuất. Nó được chia thành bốn phần mà mỗi tên sẽ được đặt theo mỗi mùa của một năm. Nhân vật, nội dung và diễn viên của mỗi phần khác nhau. Những bộ phim này được biết rộng rãi trong Châu Á và trở thành hiện tượng Hàn lưu. (Hiện tượng này đã diễn ra ở mọi khu vực từ cuối những năm 1990 đến đầu những năm 2000.) Và không lâu sau, khi những dòng phim này trở nên nổi tiếng hơn rồi được quảng bá ra bên ngoài, những bộ phim đó đã được đồng nhất hóa".
Bốn phần của Tình yêu vĩnh cửu được đặt tên và có thứ tự sản xuất như sau:
- Trái tim mùa thu (Autumn Fairy Tale, cũng được biết với tên Autumn In My Heart) (2000)
- Bản tình ca mùa đông (Winter Sonata) (2002)
- Hương mùa hè (Summer Scent) (2003)
- Điệu valse mùa xuân (Spring Waltz) (2006)